# Rezaul Karim (cầu thủ bóng đá)
Rezaul Karim (sinh ngày 1 tháng 7 năm 1987) là một cầu thủ bóng đá người Bangladesh thi đấu ở vị trí hậu vệ trái cho đội tuyển quốc gia Bangladesh và Sheikh Russel KC